# Katsumi Yusa
Katsumi Yusa (japanisch 遊佐 克美 Yusa Katsumi; * 2. August 1988 in der Präfektur Fukushima) ist ein japanischer Fußballspieler.

## Karriere
Yusa erlernte das Fußballspielen in der Jugendmannschaft von Sanfrecce Hiroshima. Seinen ersten Vertrag unterschrieb er 2007 bei Sanfrecce Hiroshima. Der Verein spielte in der höchsten Liga des Landes, der J1 League. Am Ende der Saison 2007 stieg der Verein in die J2 League ab. 2008 wurde er mit dem Verein Meister der zweiten Liga und stieg wieder in die erste Liga auf. Im März 2009 wechselte er zu Zweigen Kanazawa.

## Erfolge
Sanfrecce Hiroshima
- Kaiserpokal

Finalist: 2007
- J. League Division 2: 2008

Mohun Bagan AC
- I-League:

Meister:  2014/2015
Vizemeister: 2015/16, 2016/17